# Moorenbrunn
Moorenbrunn is een plaats in de Duitse gemeente Neurenberg, deelstaat Beieren, en telt 2593 inwoners (2005).